# Mandevilla alexicaca
Mandevilla alexicaca är en oleanderväxtart som först beskrevs av Carl Friedrich Philipp von Martius och Stadelm., och fick sitt nu gällande namn av M.F.Sales. Mandevilla alexicaca ingår i släktet Mandevilla och familjen oleanderväxter. Inga underarter finns listade i Catalogue of Life.